# Tiago Henrique da Silva Pereira
Tiago Henrique da Silva Pereira (sinh ngày 30 tháng 4 năm 1994) là một cầu thủ bóng đá người Brasil.

## Sự nghiệp câu lạc bộ
Tiago Henrique da Silva Pereira đã từng chơi cho Nagoya Grampus và FC Gifu.